# Gomphichis caucana
Gomphichis caucana är en orkidéart som beskrevs av Rudolf Schlechter. Gomphichis caucana ingår i släktet Gomphichis och familjen orkidéer. Inga underarter finns listade i Catalogue of Life.